# Inmigración india en Venezuela
Los indios en Venezuela forman una de las poblaciones más pequeñas de la diáspora india. Según el Ministerio de Relaciones Exteriores de la India, entre los aproximadamente 690 indios orientales que viven en Venezuela, 400 eran venezolanos de origen indio oriental, 280 eran ciudadanos indios y 10 eran residentes apátridas. Sin embargo, los registros no oficiales sitúan a la comunidad indocaribeña de Guyana, Surinam, Jamaica y Trinidad y Tobago sobre 50.000.

## Historia
Durante los años de altos ingresos relacionados con el petróleo de la década de 1970, había alrededor de 400 personas no residentes en Venezuela. La comunidad india estaba formada por personal de los sectores petrolero y petroquímico, así como una gran cantidad de comerciantes. Muchos de ellos se habían llevado a sus familias a Venezuela. La mayoría de los comerciantes pertenecían a la comunidad sindhi, pero también había algunas personas de Tamil Nadu, Gujarat y Punjab.
Cuando el boom petrolero terminó en 1982, seguido de la devaluación de la moneda local, muchos indios no residentes decidieron buscar fortuna en otros lugares. Actualmente, la diáspora se ha reducido a la mitad de su tamaño anterior.